# 美禰市
美禰市（日语：／ Mine shi */?）是位於日本山口縣中部山區內的城市，全境地處中國山地，是山口縣內唯一沒有靠海的行政區劃。美禰市為以喀斯特地形聞名的秋吉台國定公園所在地，包括秋吉台、秋芳洞多個石灰岩地質景觀，全境也被日本地質公園委員會列為地質公園，觀光業也因此成為本地主要的產業。
過去石灰岩、煤礦、銅礦曾是本地的主要產業，但現仍有宇部兴产、太平王洋水泥、住友大阪水泥及數家小礦業持續在此開採水泥。西部有全日本第一個採民間融資提案方式設立的監獄－美禰社會復歸促進中心。

## 歷史
過去在令制國時代屬於長門國美禰郡，西部的豐田前町地區則是屬於豐浦郡；在轄區東南部的長登銅山大約在7世紀時開始開採銅礦，過去东大寺內的大佛就是使用從此開採的銅所製作。長登銅礦持續開採到約18世紀，才因開採難度的增加而暫時停止開採。
1889年，日本實施町村制，現在的美禰市在當時分屬大田村、綾木村、真長田村、秋吉村、岩永村、伊佐村、東厚保村、西厚保村、大嶺村、於福村、別府村、共和村、赤鄉村、豐田前町共14個行政區劃。
19世紀末，在現在的美禰市西部區域發現煤矿，開設了大嶺煤田，同時因為日本的工業化，對銅的需求增加，長登銅山再度恢復開採，加上本地因為擁有豐富的石灰岩，使得此地因礦業開始發展
甲午戰爭後，日本帝國海軍決定改使用无烟煤，經尋找後發現大嶺煤田產出的煤礦符合需求，更直接買下煤礦的經營權，開始大量開採煤礦；煤礦的產量也由原本19世紀末的年產1萬噸，到1910年代開始增加到10萬噸以上，1940年代的二次大戰期間，更因戰爭的需求年產量曾經高達50萬噸。
戰爭結束後，雖然失去了軍事的需求，但隨著日本工業的發展，礦產的開採仍持續進行；1950年代的昭和大合併期間，位於西部地區的大嶺町、伊佐町、於福村、東厚保村、西厚保村、豐田前町於1954年合併為美禰市，東部的大田町、綾木村、真長田村、赤鄉村也在同一年合併為美東町，位於中部的秋吉村、岩永村、別府村、共和村則在1955年合併為秋芳町。
1960年代，隨著開採資源的枯竭，大嶺煤田和長登銅山都陸續關閉，也使得原本因礦業而繁榮的此地開始落沒，人口從原本1960年的近四萬人，到1975年只剩下約兩萬兩千人。
2008年，原本的美禰市、美東町、秋芳町再次進行整併，合併為新設置的美禰市。

與部兴产在伊佐的礦山與伊佐水泥工廠

### 變遷表
| 1889年4月1日   | 1889年 - 1926年           | 1926年 - 1954年             | 1955年 - 1989年      | 1989年 - 現在        | 現在                 |
| -------------- | ------------------------- | --------------------------- | -------------------- | -------------------- | -------------------- |
| 豐浦郡豐田前村 | 豐浦郡豐田前村            | 1953年6月1日 改制為豐田前町 | 1954年3月31日 美禰市 | 2008年3月21日 美禰市 | 2008年3月21日 美禰市 |
| 美禰郡伊佐村   | 1924年1月1日 改制為伊佐町 | 1924年1月1日 改制為伊佐町   | 1954年3月31日 美禰市 | 2008年3月21日 美禰市 | 2008年3月21日 美禰市 |
| 美禰郡大嶺村   | 美禰郡大嶺村              | 1939年5月1日 改制為大嶺町   | 1954年3月31日 美禰市 | 2008年3月21日 美禰市 | 2008年3月21日 美禰市 |
| 美禰郡東厚保村 |                           |                             | 1954年3月31日 美禰市 | 2008年3月21日 美禰市 | 2008年3月21日 美禰市 |
| 美禰郡西厚保村 |                           |                             | 1954年3月31日 美禰市 | 2008年3月21日 美禰市 | 2008年3月21日 美禰市 |
| 美禰郡於福村   |                           |                             | 1954年3月31日 美禰市 | 2008年3月21日 美禰市 | 2008年3月21日 美禰市 |
| 美禰郡大田村   | 1923年8月1日 改制為大田町 | 1923年8月1日 改制為大田町   | 1954年10月1日 美東町 | 2008年3月21日 美禰市 | 2008年3月21日 美禰市 |
| 美禰郡赤鄉村   |                           |                             | 1954年10月1日 美東町 | 2008年3月21日 美禰市 | 2008年3月21日 美禰市 |
| 美禰郡綾木村   |                           |                             | 1954年10月1日 美東町 | 2008年3月21日 美禰市 | 2008年3月21日 美禰市 |
| 美禰郡真長田村 |                           |                             | 1954年10月1日 美東町 | 2008年3月21日 美禰市 | 2008年3月21日 美禰市 |
| 美禰郡秋吉村   | 美禰郡秋吉村              | 美禰郡秋吉村                | 1955年4月1日 秋芳町  | 2008年3月21日 美禰市 | 2008年3月21日 美禰市 |
| 美禰郡岩永村   |                           |                             | 1955年4月1日 秋芳町  | 2008年3月21日 美禰市 | 2008年3月21日 美禰市 |
| 美禰郡別府村   |                           |                             | 1955年4月1日 秋芳町  | 2008年3月21日 美禰市 | 2008年3月21日 美禰市 |
| 美禰郡共和村   |                           |                             | 1955年4月1日 秋芳町  | 2008年3月21日 美禰市 | 2008年3月21日 美禰市 |

## 行政

### 歷任市長
| 屆   | 姓名     | 上任日期      | 卸任日期       | 備註                                                           |
| ---- | -------- | ------------- | -------------- | -------------------------------------------------------------- |
| 1    | 村田弘司 | 2008年4月27日 | 2012年4月26日  |                                                                |
| 2    | 村田弘司 | 2012年4月27日 | 2016年4月26日  |                                                                |
| 3    | 西岡晃   | 2016年4月27日 | 2018年12月31日 | 因至台灣參訪時涉及醜聞而辭職重新參選。                         |
| 代理 | 篠田洋司 | 2019年1月1日  | 2019年1月17日  | 原副市長，市長辭職後代理市長職務，但因決定參加市長選舉而辭職。 |
| 代理 | 石田淳司 | 2019年1月18日 | 2019年2月10日  | 原市長室室長，於副市長辭職後代理市長職務。                     |
| 4    | 西岡晃   | 2019年2月10日 | 2020年4月26日  | 因辭職後重新選上，依規定任期接續上任之任期。                   |
| 5    | 篠田洋司 | 2020年4月27日 | 2024年4月26日  |                                                                |
| 5    | 篠田洋司 | 2024年4月27日 | 現任           |                                                                |

## 交通

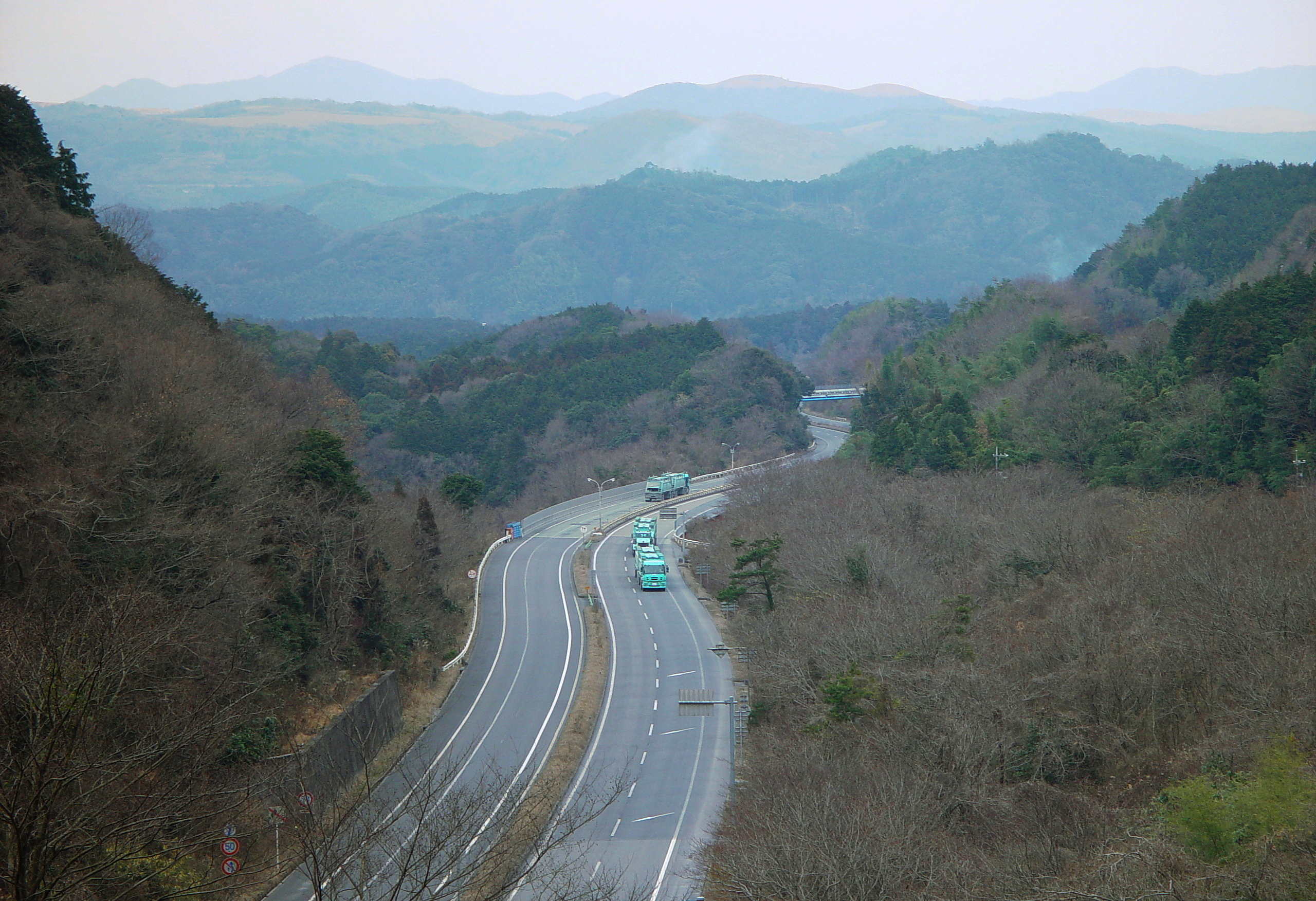
位於美禰市境內的宇部興產專用道路路段

主要市區所在的西部有西日本旅客鐵道美禰線以南北方向貫穿，美禰線過去最初是為了運送大嶺煤田的煤礦，於1905年由山陽鐵道從南方的厚狹車站開設直接進入煤礦區的鐵路｢大嶺線」；而後隨著當地市區的發展，1920年在市區內也設立了美禰輕便軌道所經營的「美禰輕便線」；隨著兩條鐵路先後被收歸國有，1924年鐵路往北延伸至現在的長門後，全線也更名為美禰線，而原本進入礦區的路段則稱為「大嶺支線」，但隨著煤礦的停止開採，該支線已在1997年停止營運。
在轄區南部有中國自動車道以東西向通過，在東部則有小郡萩道路從中國自動車道分出，計畫往北通往萩市；目前該條道路已通至秋吉台附近的繪堂地區，而往北通往萩市的路段則要等至山陰自動車道於萩市的路段決定後才會確認。
此外，由於宇部兴产在轄內設有水泥開採礦場，為了運送大量水泥至宇部港，宇部兴产從美禰興建了全日本最長的私有道路－近32公里的宇部興產專用道路，可一路往南通至宇部港。

### 鐵路
- 西日本旅客鐵道
  - 美禰線：（山陽小野田市） - 厚保車站 - 四郎原車站 - 南大嶺車站 - 美禰車站 - 重安車站 - 於福車站 - （長門市）

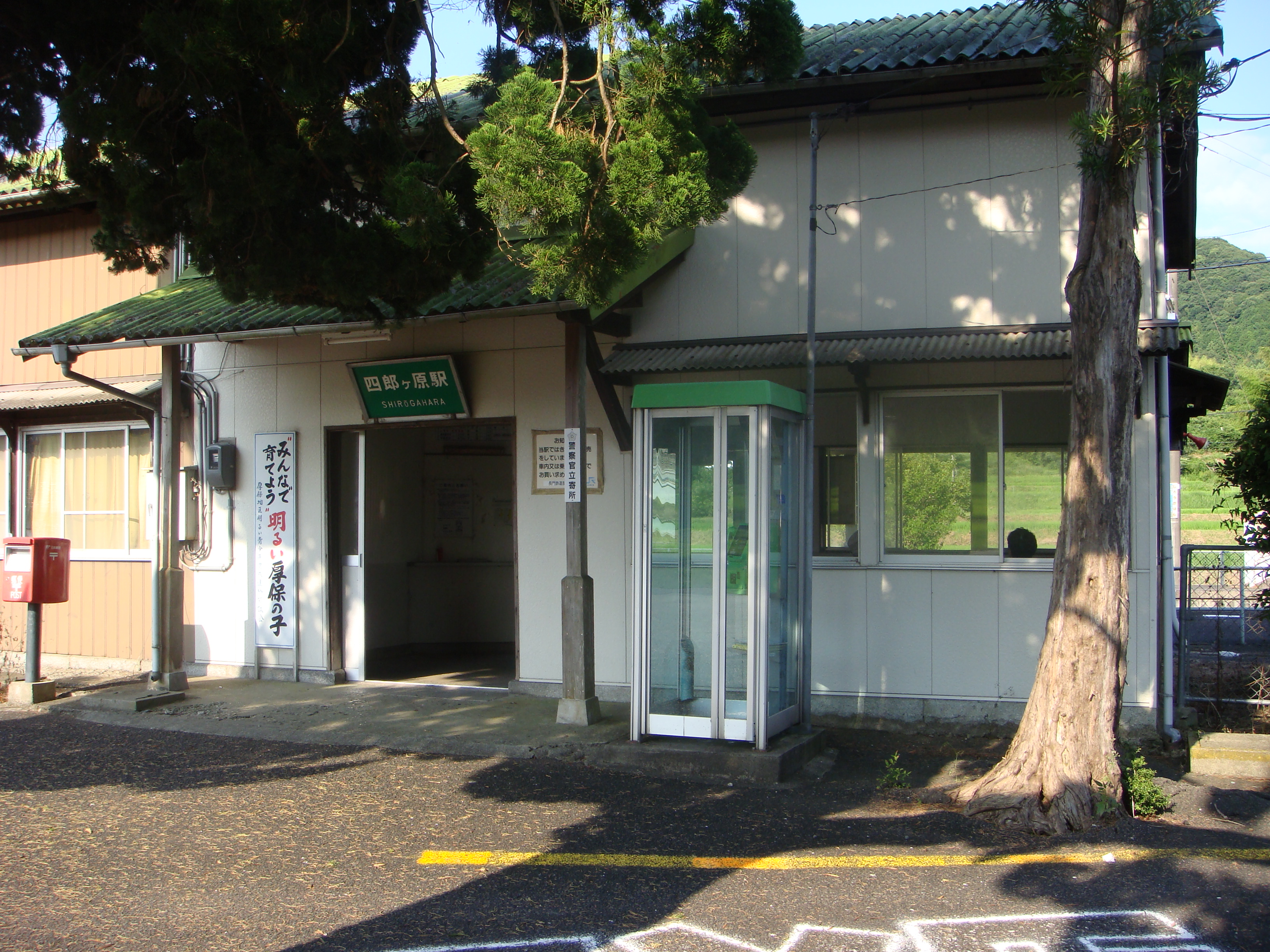
四郎原車
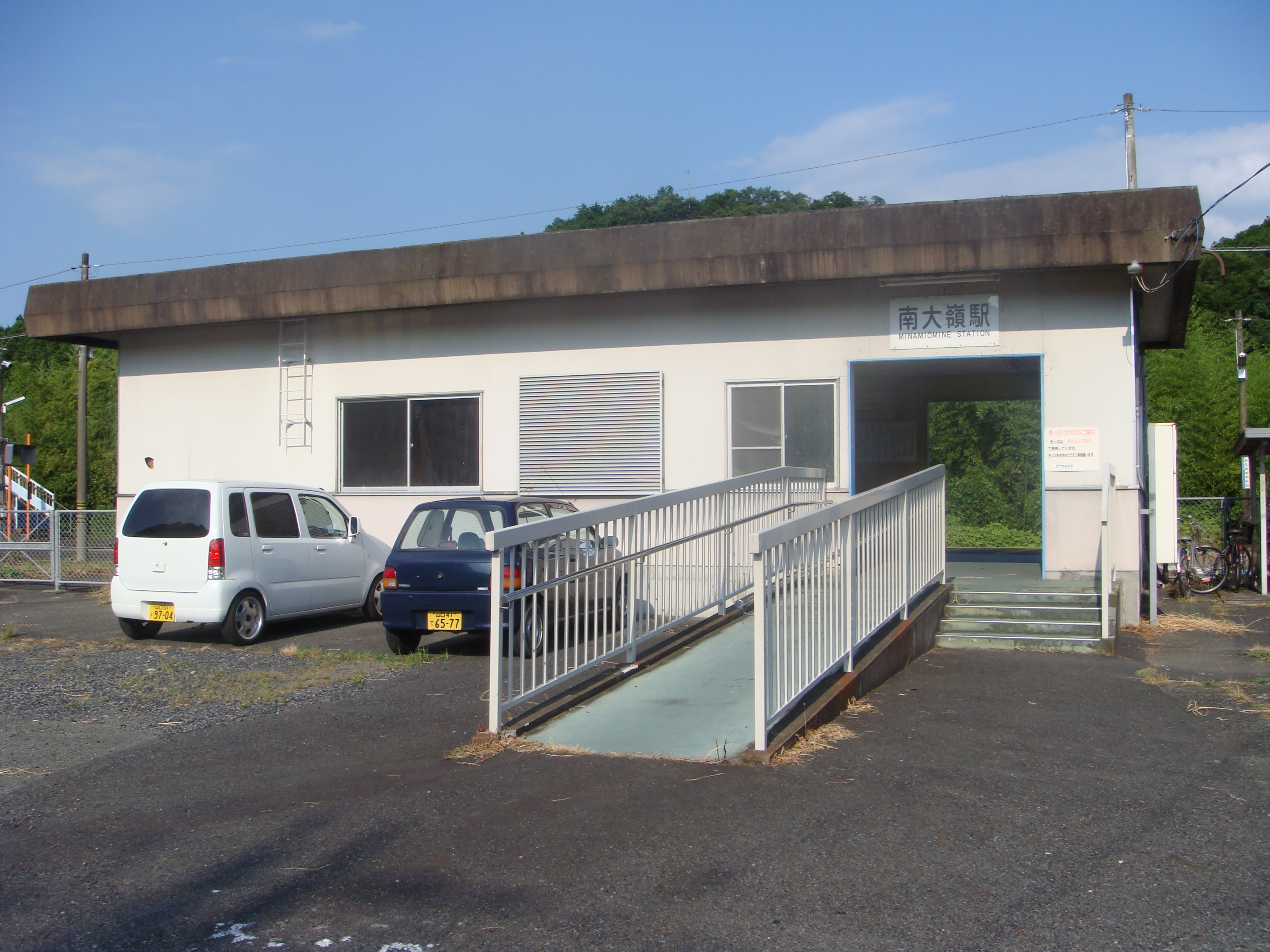
南大嶺車站
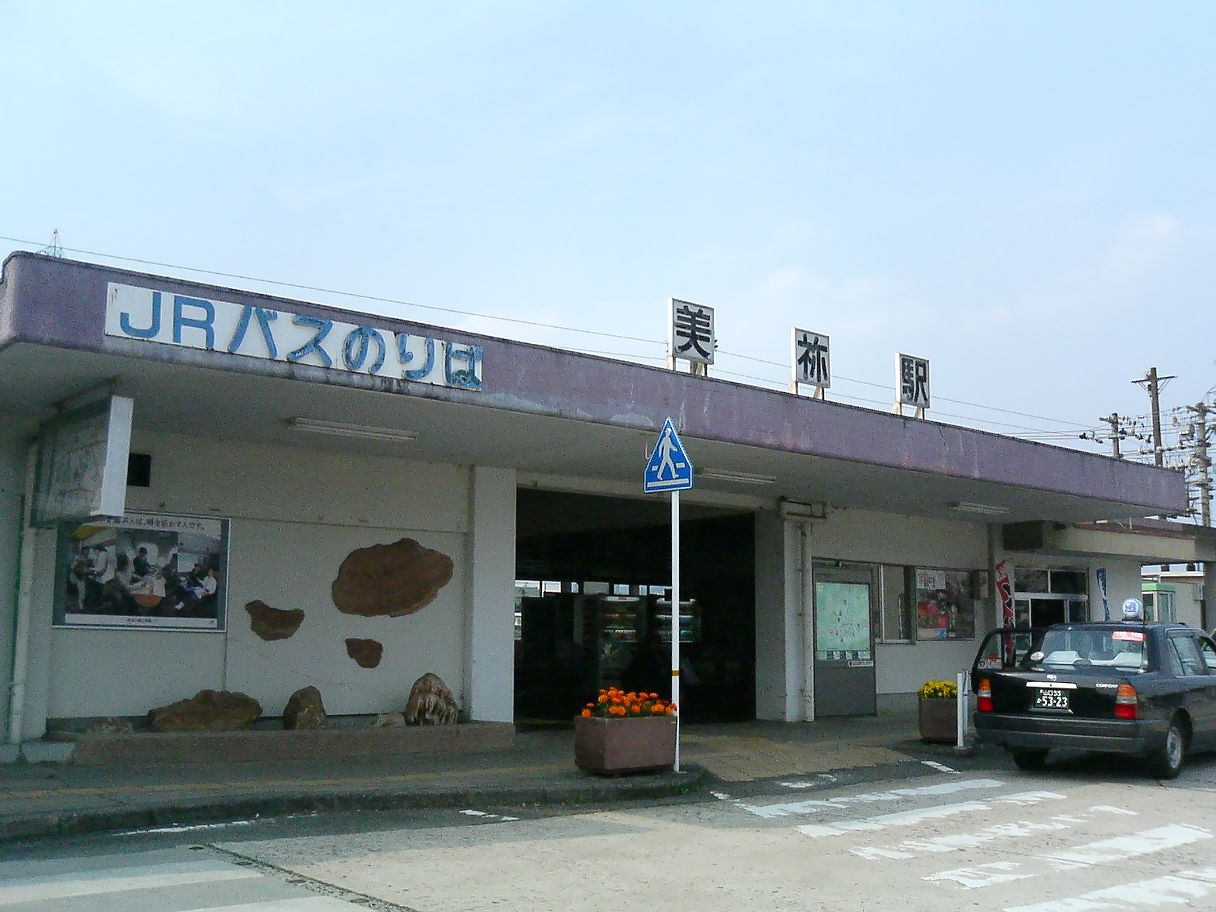
美禰車站
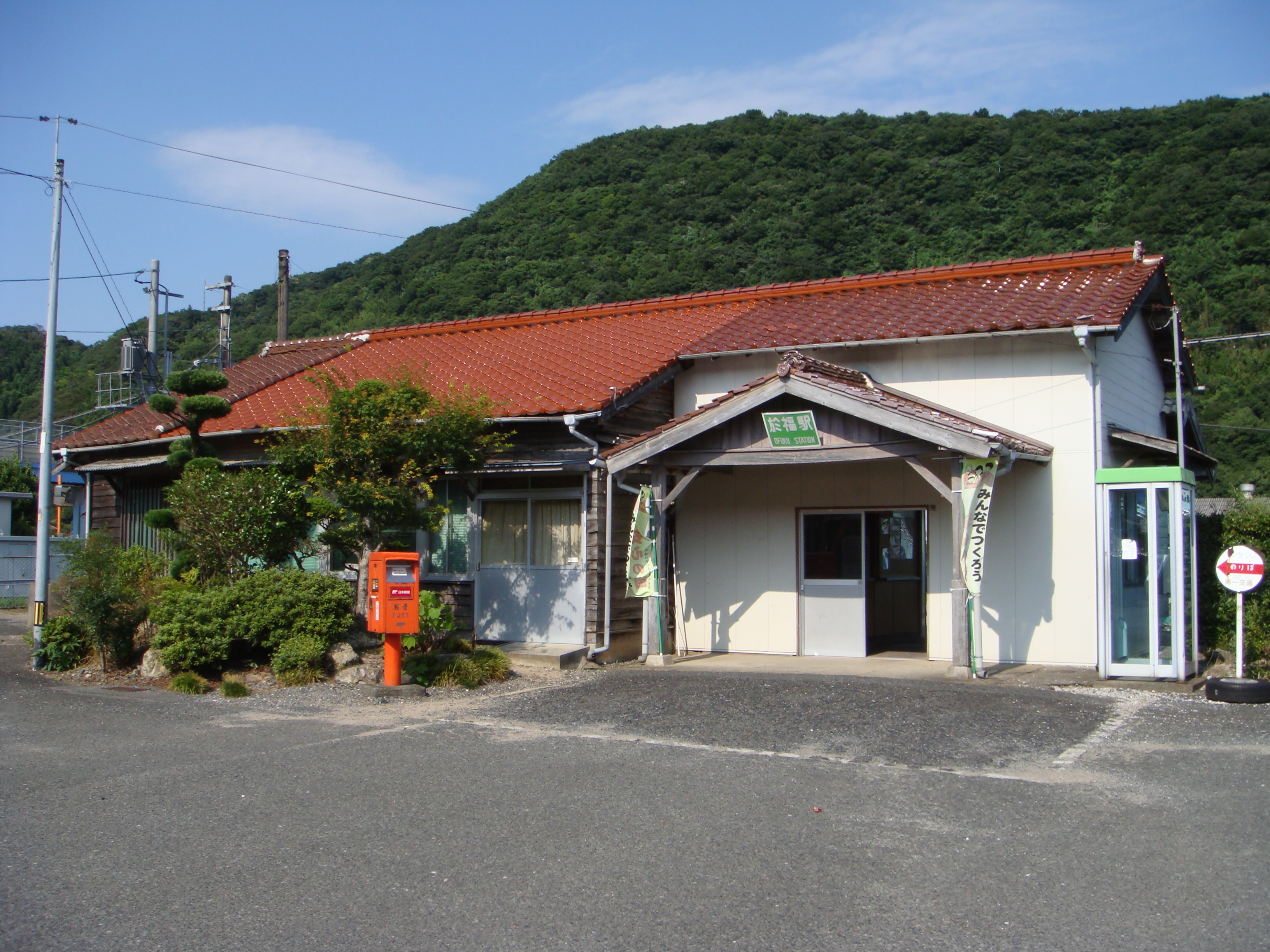
於福車站

### 公路
高速公路
- 中國自動車道：（山口市） - 美東服務區 - 美禰東系統交流道- 美禰交流道 - 伊佐停車區 - 美禰西交流道 - （下關市）
- 小郡萩道路（日语：小郡萩道路）：美禰東系統交流道 - 十文字交流道（日语：十文字インターチェンジ (山口県)） - 秋吉台交流道 - 大田交流道 - 繪堂交流道（日语：絵堂インターチェンジ）

## 觀光景點

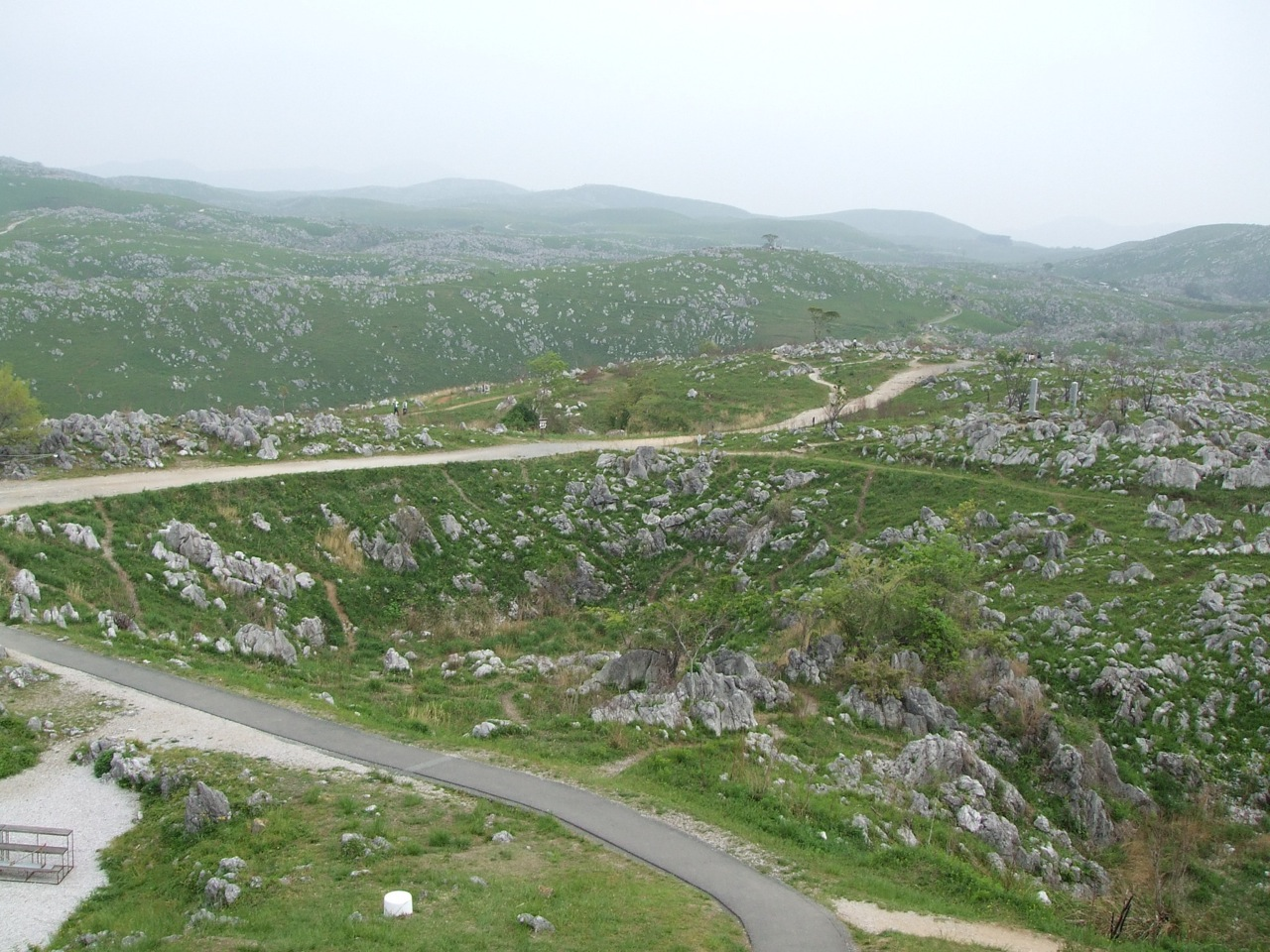
秋吉台

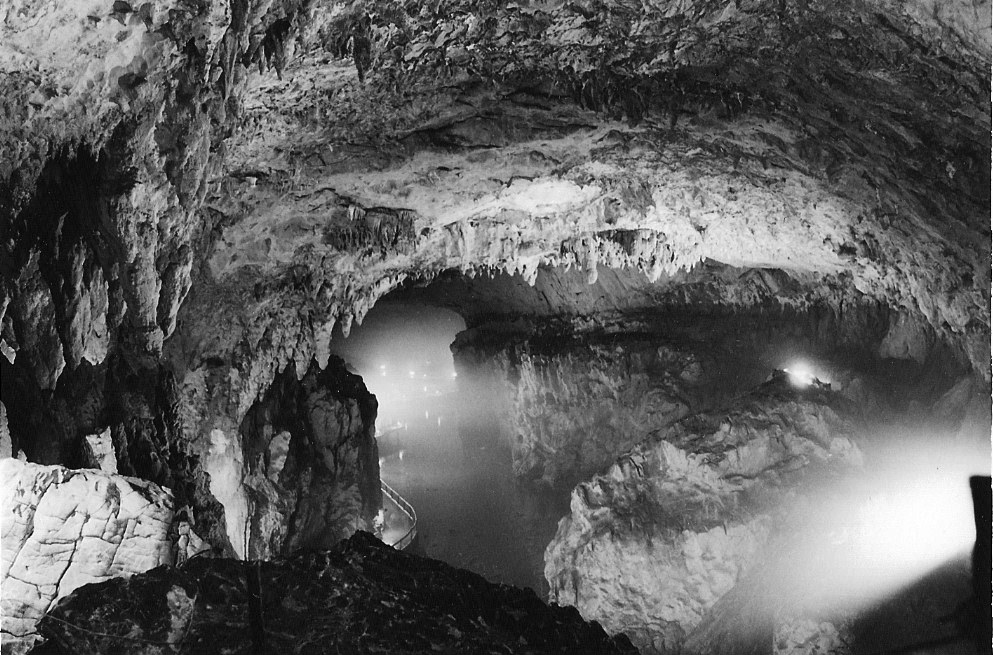
秋芳洞內

轄內的秋吉台為日本規模最大的喀斯特地形，該區域也在1955年被劃為秋吉台國定公園，設有秋吉台喀斯特展望台、秋吉台東展望台。
除了地面上，在此區域地下也有秋芳洞、景清洞、大正洞、中尾洞多個鐘乳洞。其中規模最大的秋芳洞全長達10,702公尺，洞穴下降最深處137公尺，洞內最大的湖泊面積達900平方公尺；在洞內的千疊敷附近，長175公尺，寬80公尺，高度35公尺，也是全日本最大的洞穴內空間。目前秋芳洞有約一公里的區域開放讓觀光可以入內參觀。
在秋吉台西側的別府弁天池為名水百選之一，水池呈現鈷藍色。
自西元7世紀開始開採的長登銅山，現在雖然已經關閉，現場設有「長登銅山文化交流館」展示有相關的歷史資料。

## 教育
轄內過去曾經有過三所公立高中：山口縣立美禰高等學校、山口縣立大嶺高等學校、山口縣立美禰工業高等學校，但在2007年至2013年期間已經陸續整併為新設立的山口縣立美禰青嶺高等學校。
另外有由學校法人宇部學園所設立的成進高等學校。

## 本地出身之名人
- 阿川甲一（日语：阿川甲一）：企業家
- 岡藤五郎：古生物學者
- 二井關成（日语：二井関成）：前山口縣知事

## 外部連結
- （日語） LIFE OF MINE 山口縣美禰市的Facebook專頁
- （日語） 美禰市的Instagram帳戶
- （日語） YouTube上的美禰市官方頻道
- （日語） 山口縣美禰市 秋吉台國定公園 觀光情報 （页面存档备份，存于）
  - （繁體中文） 美禰市觀光協會 （页面存档备份，存于）
  - （简体中文） 美祢市观光协会 （页面存档备份，存于）